# Sumpforglemmigej
Sumpforglemmigej (Myosotis laxa), ofte skrevet sump-forglemmigej, er en 15-40 centimeter høj plante i rublad-familien. Den ligner engforglemmigej, men sviklerne har blade i den nedre del, kronen er kun 4-5 millimeter i diameter og stænglerne har forneden tiltrykte hår.
I Danmark er sumpforglemmigej temmelig almindelig i enge, rørsumpe og ved søbredder. Den blomstrer i juni til august.